# Die Rückkehr von Jesse James
Die Rückkehr von Jesse James ist ein US-amerikanischer Western aus dem Jahr 1950 von Arthur Hilton mit John Ireland und Ann Dvorak in den Hauptrollen. Der Film wurde von Lippert Productions, Inc. produziert.

## Handlung
Die Brüder Bob und Charlie Ford führen 1883 einen Saloon. Bob begründet seine Bekanntheit auf der Tatsache, dass er den berüchtigten Outlaw Jesse James erschossen hat. In ihrem Saloon erscheint Johnny Callum, der sich als Jesse James ausgibt, dem er sehr ähnlich sieht. Hank und Lem Younger, die zur James-Bande gehörten, sind überzeugt, ihren alten Kameraden vor sich zu haben, insbesondere weil er bei einem Bankraub so vorgeht wie Jesse James. Hinzu kommen Gerüchte, dass der Tod des Outlaws nur vorgetäuscht war. 
Johnny begeht weitere Überfälle, was die Gerüchte anheizt. Unterdessen befürchten Bob und Charlie den Verlust ihrer Bekanntheit. Hanks Tochter Sue informiert die Gruppe, dass auf Johnny/Jesse 5.000 Dollar Kopfgeld ausgesetzt ist. Im Hinterzimmer des Saloons erschießt der als Jesse verkleidete Johnny die Ford-Brüder, wird dabei aber auch angeschossen. Er flüchtet zu Sue, die ihn zu einem Arzt bringen will. Sheriff Rigby bietet unterdessen jedem Outlaw Straffreiheit für Informationen über die neue Bande. Nachdem Hank einen Steckbrief mit Johnnys Konterfei sieht, fordert er ihn auf, sich versteckt zu halten. Sue will Johnny unbedingt heiraten und drängt ihn zu weiteren Überfällen. Johnny hat sich mittlerweile in seine Rolle als Jesse James eingelebt und plant, die gleichen Banken in der gleichen Reihenfolge wie sein Vorbild zu überfallen. Beim ersten Überfall ist er gezwungen, anders als Jesse, einen Bankangestellten zu erschießen. 
Frank James, der Bruder von Jesse, lebt unter dem Namen Ben Woodson mit seiner Frau Ann friedlich in einer Stadt in Tennessee. Er liest in den Zeitungen über die Raubüberfälle, dabei fällt ihm auf, dass die Täter die Überfälle der James-Bande nachahmen. Johnny und die Youngers planen einen Überfall auf die Bank von Westfield. Sue schlägt vor, dass Johnny seine Komplizen um deren Anteil an der Beute betrügt. Frank ist neugierig, ob er mit seiner Annahme richtig liegt und reist nach Westfield, um den Überfall zu verfolgen. 
Die Bande wird von Gesetzeshütern erwartet. Den folgenden Kampf überleben nur Johnny und Hank. Johnny tötet Hank und sucht, schwer verletzt, Sue auf. Sue bringt ihn dazu, sich hinzulegen. Sie geht hinaus und spricht mit einigen Deputies. Johnny bekommt dies mit. Ihm wird klar, dass Sue darauf aus ist, das Kopfgeld zu kassieren, und erschießt sie.

## Produktion

### Hintergrund
Gedreht wurde der Film von Mitte Mai bis Anfang Juni 1950 in den Universal-Studios in Universal City.

### Stab
Frank Paul Sylos oblag die künstlerische Leitung. Verantwortlicher Toningenieur war John R. Carter.

## Veröffentlichung
Die Premiere des Films fand am 8. September 1950 statt. In der Bundesrepublik Deutschland kam er am 13. Oktober 1953 in die Kinos.

## Kritiken
Mark Franklin schrieb auf dem Portal Once Upon a Time in the Western, der Film sei nicht so schlecht, wie er sich anhöre. Es gäbe einige geistreiche Dialoge. Hull absolviere seinen Part mit Vergnügen.
Der Kritiker des TV Guide bezeichnete den Film als unkonventionell.